# Tadeusz Kozłowski (aktor)
Tadeusz Kozłowski (ur. 16 sierpnia 1922 w Warszawie, zm. 25 stycznia 2001 w Białymstoku) – polski aktor i reżyser teatralny.

## Życiorys
Na scenie zadebiutował w 1950 roku, a trzy lata później w 1953 zdał egzamin eksternistyczny na aktora. Był asystentem Erwina Axera w Teatrze Współczesnym w Warszawie (1949-1950), aktorem i reżyserem w Teatrze Dramatycznym im. Aleksandra Węgierki w Białymstoku (1950-1955, 1979-1986), Teatrze im. Wilama Horzycy w Toruniu (1959-1964), Teatrze Polskim w Bydgoszczy (1959-1961), Teatrze im. Stefana Jaracza w Olsztynie (1965-1966), Teatrze Polskim we Wrocławiu (1975-1979), a także w Teatrze Nowym w Poznaniu oraz Teatrze Wybrzeże w Gdańsku.
Występował w spektaklach takich reżyserów jak Jerzy Grzegorzewski, Jerzy Zegalski, Zbigniew Sawan, Maciej Wojtyszko i Waldemar Śmigasiewicz. Pełnił funkcje dyrektora artystycznego Teatru Popularnego w Grudziądzu (1955-1959), Teatru Dolnośląskiego w Jeleniej Górze (1966-1973), Teatru im. Stefana Jaracza w Olsztynie (1973-1975) oraz Teatru Dramatycznego im. Aleksandra Węgierki w Białymstoku (1986-1987), z którym współpracował do czasu przejścia na emeryturę.

## Filmografia
- 1966: Czterej pancerni i pies − robotnik w fabryce (odc. 2)
- 1972: Gruby − kierownik szkoły (odc. 3, 4, 5, 6, 7)
- 1979: Ród Gąsieniców (odc. 2)